# Максим Чанак
Максим Чанак (Зрмања 1. октобар 1886 — Јекатеринослав, 1. април 1918) је војни и политички руководилац у Октобарској револуцији.
Као аустроугарски војник зробљен је у Русији, где је 1916. ступио у Прву српску добровољачку дивизију и у њеној Првој бригади постао члан илегалне револуционарне организације. Чанак је један од оснивача Југословенског револуционарног савеза и председник Централног извршног комитета.
На конгресу Југословенског револуционарног савеза, у јануару 1918, борио се за даље учешће свих Југословена у Октобарској револуцији. Био је командант, а затим и политички комесар највећег Југословенског револуциналног одреда, који се са јединицама Црвене армије борио против контрареволуционарних снага код Знамљанке, Одесе, Курска и других места.
Крајем марта одред је морао бранити мост код Јекатеринослава на Дњепру који су нападале немачке снаге. У борбама је погинуло 50 чланова одреда, а Чанак тешко рањен, скочио је у залеђени Дњепар да не би доспео у руке непријтељу.